# José Luis Rodríguez Jiménez
José Luis Rodríguez Jiménez, né en 1961 à Madrid, est un historien espagnol, spécialiste de l'histoire de l'extrême droite en Espagne.

## Biographie
Né en 1961 à Madrid,, il obtient une licence en histoire à l'université complutense de Madrid ; il obtient ensuite un doctorat dans la même institution en 1992 avec une thèse sous la direction d'Antonio Fernández García traitant des positions adoptées par l'extrême droite espagnole et son évolution ultérieure au cours du franquisme tardif et de la transition démocratique espagnole. Il est professeur d'histoire contemporaine à l'université Roi Juan Carlos.

## Œuvres
- (es) José Luis Rodríguez Jiménez, Reaccionarios y golpistas. La extrema derecha en España: del tardofranquismo a la consolidación de la democracia (1967–1982), Madrid, Consejo Superior de Investigaciones Científicas, 1994[6]
- (es) José Luis Rodríguez Jiménez, ¿Nuevos fascismos? Extrema derecha y neofascismo en Europa y Estados Unidos, Barcelona, Editorial Península, 1998[7]
- (es) José Luis Rodríguez Jiménez, Historia de Falange Española de las JONS, Madrid, Alianza Editorial, 2000[8][9]
- (es) José Luis Rodríguez Jiménez, Franco. Historia de un conspirador, Madrid, Oberon, 2005[10]
- (es) José Luis Rodríguez Jiménez, De héroes e indeseables. La División Azul, Madrid, Espasa-Calpe, 2007[11]
- (es) José Luis Rodríguez Jiménez, Salvando vidas en el delta del Mekong: la primera misión en el exterior de la sanidad militar española: Vietnam del sur, 1966–1971, Ministerio de Defensa, 2013
- (es) José Luis Rodríguez Jiménez, Agonía, traición, huida. El final del Sáhara español, Barcelona, Crítica, 2015[12]